# Palæ

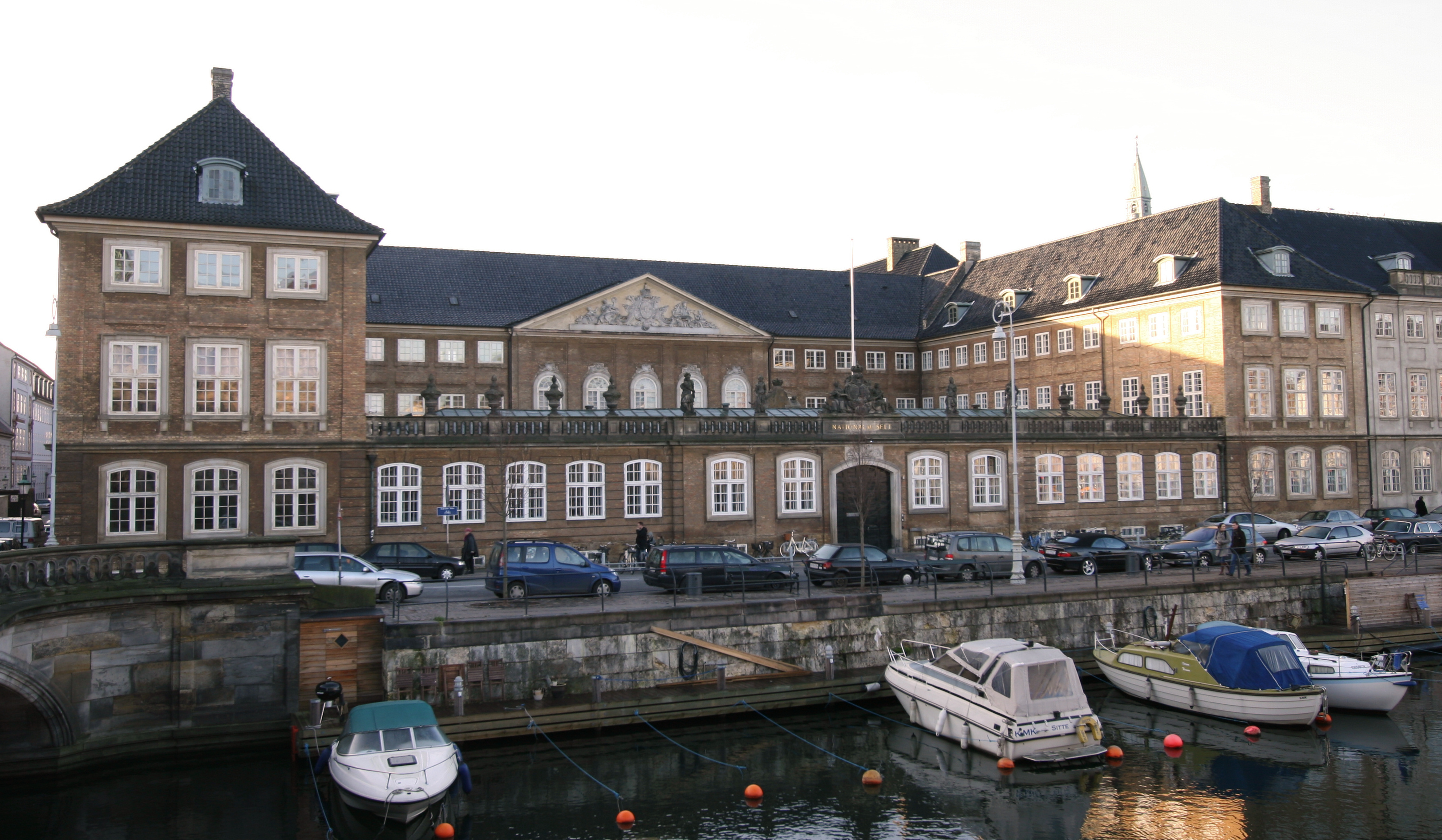
Prinsens Palæ i Köpenhamn.

Ett palæ (av franska, palais och ursprungligen latin, palatium = palats) är på danska benämningen för adelns eller det högre borgerskapets stadsresidens (danska: bybolig) för vinterbruk. I mer sällsynta fall används det också om kungliga residens, som exempelvis Prinsens Palæ eller Det Gule Palæ i Köpenhamn. Ett palæ är typiskt en byggnad i två eller tre våningar.

I boken Københavnske palæer från 1967 definieras ett palæ som:
Det er et grundmuret byhus, som ved sin størrelse og arkitektur - såvel ydre som indre - skiller sig fra de mere beskedne hustyper, og som er opført udelukkende som privatbolig for en enkelt mand med familie og husstand i modsætning til etagehuset beregnet til flere familier, som kun har trappen til fælles.
I översättning: "Det är ett grundmurat stadshus som med sin storlek och arkitektur - såväl yttre som inre - skiljer sig från de mer blygsamma hustyperna, och som byggts uteslutande som privatbostad för en enda man med familj och hushåll, till skillnad från flervåningshuset avsett för flera familjer, som bara har trappan gemensam."